# 陈宝泉 (军事将领)
陈宝泉（?—1935年12月），字蕴山。籍贯不详。中華民國軍人，东北军及蒙古军将领。

## 生平
陈宝泉毕业于保定军校。后来，他任东北军骑兵第17旅崔兴武部旅参谋长。他和李守信是结拜兄弟。1933年3月，日军进攻热河时，因骑兵第17旅旅长崔兴武弃职逃跑，他和刘继广、尹寶山等人推举李守信接任该旅旅长，并随即跟着李守信在林西投降了日军。日军驻赤峰特务头子田中玖任命李守信为热河游击司令，其部队编为三个支队（各支队均下辖三个团），陈宝泉任该部队参谋长。1933年9月间，李守信所部改编为察东警备军，陈宝泉仍任参谋长。
1935年12月，李守信率部参与全面进攻察哈尔省东部几个县。在攻打沽源县县城时，陈宝泉被守城的当地民团白凤山部击毙。